# الأمم والذكاء

الأمم والذكاء تعتبر العلاقة بين الأمم والذكاء مجالًا مثيرًا للجدل والدراسة فيما يتعلق بالاختلافات بين الدول في متوسط درجات اختبار الذكاء وأسبابها المحتملة وعلاقتها بتدابير الرفاه الاجتماعي والازدهار الاقتصادي.
وصمم ريتشارد لين وتاتو فانهانين تقديرات مستويات الذكاء في العديد من البلدان باستخدام مراجعات الكتب، ودراسات تقييم الطلاب الدوليين وغيرها من المنهجيات لإنشاء هذه التقديرات، والتي تم انتقادها على نطاق واسع لأسباب نظرية ومنهجية. وركزت الأبحاث اللاحقة التي أجراها علماء النفس مثل إيرل بيهنت وجيلت ويشرتس وهينر ريندرمان على تحديد الاختلافات الوطنية المحتملة في القدرة الإدراكية والعوامل السببية، وتحديد طبيعة علاقة معدل الذكاء بالمتغيرات مثل الناتج المحلي الإجمالي والعمر المتوقع والحكم.

## خلفية
كتب إيرل بي هانت أن الاقتصاديين ينظرون تقليديًا إلى الاختلافات في الثروة بين الأمم بناء على الرأسمال البشري، وهو مصطلح عام لقدرات القوى العاملة. ومع ذلك، فقد احتج بعض الباحثين كون الاختلافات في متوسط معدلات الذكاء بين الأمم تلعب دورا أيضا. ونشر ريتشارد لين وتاتو فانهانين كتابي الذكاء وثروة الأمم ومعدل الذكاء وعدم المساواة العالمية، مما أدى إلى مزيد من الدراسات من باحثين آخرين، حيث أن بعضهم انتقد بشدة أساليب واستنتاجات لين وفانهانين.
يرى هنت أن الدراسات الدولية لمعدلات الذكاء مهمة لأنها تقيس الفئات السكانية التي تمتلك المهارات المعرفية الضرورية في عالم ما بعد الصناعة. كما كتب أن عامل الوراثة لا يمكن استبعاده كسبب محتمل، ولكن التعليم يلعب بالتأكيد دورا رئيسا، وبالتالي لا ينبغي استخلاص أن الرأسمال البشري في البلدان الفقيرة لا يمكن أبدا أن يتحسن.

## دراسات القدرة المعرفية الوطنية

### «متوسط قيم معدلات الذكاء في مختلف الدول الأوروبية»
تعتبر مقالة «متوسط قيم معدل الذكاء في عام 1981» التي أعدها فينكو بوج دراسة الذكاء الدولية الوحيدة التي قارنت نسبة الذكاء على مدى فترة زمنية قصيرة باستخدام اختبار نسبة الذكاء نفسه. وربما تم ذلك في سبعينيات القرن الماضي في العواصم أو في أكبر مدينة في 21 دولة أوروبية وغانا. إلا أن رينديرمان (2007) انتقد جودة هذه الدراسة، مدعيا أنها لا توفر معلومات كافية بشأن كيف تم القيام بها.

### لين وفانهانين
قدم كتاب لين وفانهانين في عام 2002 «حاصل الذكاء وثروة الأمم»، وكتاب «نسبة الذكاء وعدم المساواة العالمية» عام 2006 تقديرات لمتوسط معدل الذكاء لـ 113 دولة. وقدرا نسبة الذكاء في 79 دولة أخرى على أساس الدول المجاورة أو بطرق أخرى. كما صمم الباحثان تقديراً «لجودة الظروف الإنسانية» لكل دولة بناءً على إجمالي الناتج القومي للفرد ومعدل معرفة القراءة والكتابة لدى البالغين ونسبة ضئيلة من السكان الذين التحقوا بالتعليم الثانوي والعمر المتوقع ومعدل التحول إلى الديمقراطية. ووجد لين وفانهانين علاقة وثيقة بين درجات الذكاء الوطنية التي حصلا عليها وبين هذه العوامل الاجتماعية والاقتصادية المختلفة. وخلص الباحثان إلى أن معدل الذكاء الوطني يؤثر على مقاييس الرفاهية، وأن الاختلافات الوطنية في معدل الذكاء تتأثر بشدة بعامل الوراثة، على الرغم من تدخل بعض العوامل البيئية في ذلك. واعتبرا التغذية أهم عامل بيئي، والتعليم كعامل ثانوي.
وقد وصف علماء النفس وعلماء الاجتماع والاقتصاد هذه التقديرات بأنها غير منهجية ومعيبة من الناحية المنهجية، ويمكن التلاعب بها (انظر الذكاء وثروة الأمم # التلقي والتأثير). وكتبت سوزان بارنيت وويندي ويليامز «إننا نرى مبالغة مبنية على طبقات من الافتراضات الاعتباطية والتلاعب الانتقائي للبيانات. حيث أن البيانات التي يستند إليها الكتاب بأكمله مشكوك في صحتها ويتم استخدامها بطرق لا يمكن تبريرها». وكتب الباحثان أيضًا أن المقارنات عبر البلاد «مهملة تقريبًا».

### ويشرتس، دولان وفان دير ماس
في عام 2009، أجرى كل من جيلت ويشرتس وكونور دولان وهان فان دير ماس تحليلًا جديدًا لمعدل الذكاء في أفريقيا جنوب الصحراء الكبرى، حيث انتقدوا العديد من أساليب لين وفانهانين  وخلص ويشرتس والآخرون إلى أن لين وفانهانين قد اعتمدا على منهجية غير منظمة حيث فشلا في نشر معاييرهما لإدراج أو استبعاد الدراسة التي قاما بها. ووجد الباحثون أن استبعاد الدراسات التي أجراها لين وفانهانين قد قلل من تقديرات معدل الذكاء في أفريقيا جنوب الصحراء، وأن تضمين الدراسات المستبعدة في «معدل الذكاء وعدم المساواة العالمية» أسفر عن متوسط معدل ذكاء قدره 82 في إفريقيا جنوب الصحراء الكبرى، أي أقل من المتوسط في غرب إفريقيا، ولكن أعلى من تقديرات 67 للين وفانهان. واستنتج ويشرتس والآخرون أن هذا الاختلاف يرجع على الأرجح إلى محدودية فرص الوصول إلى التطورات الحديثة في التعليم والتغذية والرعاية الصحية في أفريقيا جنوب الصحراء الكبرى.

### دراسات تقييم الطلاب الدوليين
أشار ريندرمان (2007) إلى أن العلاقات بين دراسات تقييم الطلاب الدولية ومقاييس معدل الذكاء القومي مرتفعة جدًا. ووجد باستخدام الطريقة الإحصائية نفسها المستخدمة لقياس عامل الذكاء العام (g) دليلًا على أن "تقييمات تحصيل الطلاب واختبارات الذكاء تقيس في الأساس القدرة الإدراكية الشائعة". وتتميز دراسات تقييم الطلاب الدوليين بمزايا الاختبار الموحد على مدار فترة زمنية قصيرة. إلا أن العيب هو أنها على عكس مجموعات بيانات معدل الذكاء، لا تشمل كبار السن أو الدول الأكثر نموا.  وتتمثل ميزة استخدام تقييمات الطلاب الدوليين بدلاً من التقييم التعليمي في أنه " يصعب مقارنة الشهادات التعليمية في البلدان ومع مرور الوقت". وبالمقارنة مع تقييمات الطلاب الدوليين، فإن "معرفة القراءة والكتابة كقدرة على قراءة النصوص وكتابتها تعد من الكفاءات الأساسية تماما". وبالتالي فإن هذه التدابير التعليمية الثلاثة [معدل معرفة القراءة والكتابة والسنوات التي قضاها الشخص في المدرسة وأعلى درجة تم تحقيقها] تظهر عادةً ارتباطات أقل مقارنة بتدابير القدرة الأكثر تعقيدًا ".
وترتبط دراسات تقييم الطلاب الدوليين، و TIMSS ، و PIRLS ، و PISA ، ارتباطًا وثيقًا مع بعضها البعض: «بين TIMSS و PIRLS: r = .94 (N = 54)، بين TIMSS و PISA: r = .89 (N = 58))، وبين PIRLS و PISA: r = .82 (N = 49)».
وقد وجد تحليل رينديرمان العديد من المجموعات والعلاقات نفسها التي وجدها لين وفانهانين، مع أدنى الدرجات في أفريقيا جنوب الصحراء الكبرى، وعلاقة ارتباط.60 بين المهارة المعرفية والناتج المحلي الإجمالي للفرد. وحسب ما ذكره هانت، نظرًا لوجود مزيد من البيانات المتاحة، فقد كان تحليل ريندرمان أكثر مصداقية من تحليل لين وفانهانين. وأجرت هذه الدراسة عبر قياس العلاقة بين البيانات التعليمية والرفاهية الاجتماعية بمرور الوقت، أيضًا تحليلًا سببيًا، حيث وجدت أن استثمار الدولة في التعليم يؤدي إلى زيادة الرفاهية في وقت لاحق.